# Henryk VII z Blizną
Henryk VII z Blizną (brzeski) (ur. pomiędzy 1343 a 1345, zm. 11 lipca 1399) – od 1361/1362 koregent w dzielnicy ojca, książę w Niemczy od 1395, brzesko-oławski od 1398.
Henryk VII był starszym synem (a drugim dzieckiem) księcia brzeskiego – Ludwika I i księżniczki żagańskiej Agnieszki.
W niemal współczesnej „Kronice Legnickiej” Henrykowi zostało przypisane określenie „z Blizną”, które przyjęto później przez historiografię jako przydomek. Miano to miało pochodzić od rany na twarzy zadanej księciu w bliżej nieznanych okolicznościach (ok. 1373 r.), w związku z którą istniała nawet duża obawa o życie Henryka.
Henryk po raz pierwszy w dokumentach pojawia się dopiero w 1358 r. i mimo osiągnięcia wieku sprawnego do rządów – aż do 1395 r. (mając już przeszło pięćdziesiąt lat życia), nie otrzymał własnej dzielnicy. Powodem tego stanu rzeczy była polityka Ludwika I brzeskiego, który nie chciał dodatkowo rozdrabniać i tak już niewielkiej dzielnicy, nad jaką przyszło mu panować. W zamian od 1360 lub 1361 r. Henryk VII został dopuszczony do formalnych współrządów z ojcem.
Nie znajdujemy śladów, by Henryk protestował i domagał się wydzielenia osobnego władztwa.
W 1365 r. Henryk VII, razem ze swoim stryjecznym bratem – Rupertem I, wziął udział w wyprawie cesarza Karola IV do Prowansji, podczas której odwiedził m.in. Awinion, gdzie starał się o prebendy kościelne dla rodziny i osób z dworu książęcego.
W 1382 r. księciu udało się uzyskać od króla czeskiego Wacława IV prawo do wykupu, zastawionej niegdyś przez dziadka Bolesława III Rozrzutnego, Niemczy. Dziesięć lat później okręg Niemczy rzeczywiście udało się wykupić (za środki uzyskane od gospodarnego ojca) i prawdopodobnie w 1395 r. gród ten otrzymał Henryk VII jako własną dzielnicę. Wprawdzie o fakcie tym bezpośrednio brak danych, ale świadczą o tym: sprzedaż w 1395 r. kamienicy w Brzegu (w której Henryk do tej pory zamieszkiwał) i wydzielenie przez Ludwika I w 1396 r. wnukowi Henrykowi IX dzielnicy kluczborskiej.
W związku ze śmiercią długowiecznego ojca Henryka VII w grudniu 1398, książę otrzymał w spadku długo wyczekiwaną dzielnicę brzesko-oławską. Nie na długo jednak, gdyż zaledwie osiem miesięcy później (11 lipca 1399) Henryk VII z Blizną niespodziewanie zmarł.
Henryk VII był dwukrotnie żonaty. Pierwszą żoną była Helena, córka Ottona VIII – hrabiego Lichtenberga, pochodzącego z bocznej linii Askańczyków, z którą to doczekał się syna Henryka IX. Drugą żoną była córka Siemowita III mazowieckiego – Małgorzata, z którą miał syna – Ludwika II oraz córkę Małgorzatę, zaręczoną później z cesarzem Zygmuntem Luksemburczykiem.